# زیردریایی کی-۳۱۴
زیردریایی کی-۳۱۴ (به انگلیسی: Soviet submarine K-314) یک زیردریایی است که طول آن ۹۴٫۳ متر (۳۰۹ فوت ۵ اینچ) می‌باشد. این زیردریایی در سال ۱۹۷۲ ساخته شد.